# Ajub Bacuev
Ajub Said-Chasanovič Bacuev (in russo Аюб Саид-Хасанович Бацуев?; Argun, 9 febbraio 1997) è un calciatore russo, centrocampista del Nart Čerkessk.

## Carriera
Tra il 2016 ed il 2019 ha giocato in totale 6 partite nella prima divisione russa con l'Achmat Groznyj. Nel 2020 ha inoltre segnato un gol in 7 presenze nella prima divisione kazaka con la maglia del Taraz.